# Mary Tinetti
Mary Elizabeth Tinetti is een Amerikaans doctor in de geneeskunde en titularis Gladys Phillips Crofoot Professor of Medicine and Epidemiology and Public Health aan Yale University, naast directeur van het Yale Program on Aging onderzoeksinstituut naar ouderdomsverschijnselen.

## Biografie
Ze studeerde af aan de Universiteit van Michigan, als B.A. in 1973 en als Doctor of Medicine (M.D.) in 1978. Als onderzoeker was ze eerst verbonden aan de Universiteit van Minnesota. Ze specialiseerde zich in geriatrie aan de University of Rochester. Ze verrichtte baanbrekend onderzoek naar de gevolgen van valincidenten bij ouderen en deed onderzoek naar effectieve en kostefficiënte methoden om de risico's en gevolgen te beperken. Tinetti ontwikkelde de Performance-Oriented Mobility Assessment.

## Erkentelijkheid
In 2009 werd ze opgenomen in het MacArthur Fellowship, en ontving ze de John M. Eisenberg Award van de Society for General Internal Medicine, de Herbert de Vries Award van de Council on Aging and Adult Development, American Association for Physical Activity & Recreation.

In 2011 kreeg ze de Edward Henderson Award van de American Geriatrics Society. 

In 2012 ontving ze een eredoctoraat van de KU Leuven.